# Саутин, Дмитрий Иванович
Дми́трий Ива́нович Сау́тин (род. 15 марта 1974, Воронеж) — советский и российский прыгун в воду, двукратный олимпийский чемпион, единственный в истории обладатель 8 олимпийских наград в прыжках в воду. Заслуженный мастер спорта России (2000), подполковник запаса ВС России.
Выступал за ЦСКА (Воронеж). В настоящее время является вице-президентом Всероссийской Федерации по прыжкам в воду. Депутат Воронежской Областной Думы V созыва.

## Биография
Тренируется с 7 лет под руководством одного наставника — Татьяны Александровны Стародубцевой. На его профессиональное становление также повлиял тренер Владимир Рулев. Специализируется в прыжках с трамплина 3 м (индивидуальный и синхронные прыжки) и с вышки 10 м (индивидуальный и синхронные прыжки). Выпускник Воронежского государственного института физической культуры. Первого успеха добился в 17 лет в составе сборной СССР, выиграв серебряную медаль на чемпионате Европы в Афинах (1991).
Несмотря на многочисленные травмы, Дмитрий добился выдающихся успехов в своём виде спорта. На Олимпийских играх в Сиднее (2000) выиграл медали во всех номерах мужской программы в прыжках в воду.
Считается лучшим российским прыгуном в воду XX века. Он один из немногих спортсменов, которые успешно боролись с китайскими прыгунами в воду. Стал первым атлетом, который в прыжках в воду получил оценку выше 100 баллов за прыжок.
Дважды (1998 и 2000) признавался лучшим спортсменом года в России.
С 2010 года — вице-президент Всероссийской Федерации по прыжкам в воду.
Депутат Воронежской Областной Думы.
В 2010 году по итогам опроса Международной федерации водных видов спорта (FINA) был признан лучшим спортсменом в прыжках в воду по итогам 2000—2009 годов. В опросе Саутин набрал 29,60 процентов голосов, обойдя на 1,8 процентов китайца Тянь Ляна.
Знаменосец сборной Вооружённых сил России на церемонии открытия VII Всемирных военных игр в 2019 году в Китае.
Женат. Два сына — Иван (род. 2008) и Матвей (род. 2011) и дочь Анастасия (род. 2018)

## Спортивные достижения

### Олимпийские игры (8 медалей)
- Двукратный олимпийский чемпион:
  - 1996 — 10-метровая вышка,
  - 2000 — 10-метровая вышка (синхронные прыжки) (с Игорем Лукашиным)
- Двукратный вице-чемпион Олимпийских игр:
  - 2000 — 3-метровый трамплин (синхронные прыжки) (с Александром Доброскоком),
  - 2008 — 3-метровый трамплин (синхронные прыжки) (с Юрием Кунаковым)
- 4-кратный бронзовый призёр Олимпийских игр:
  - 1992 — 3-метровый трамплин,
  - 2000 — 3-метровый трамплин и 10-метровая вышка
  - 2004 — 3-метровый трамплин
- Участник и призёр 5 Олимпийских игр подряд — 1992, 1996, 2000, 2004 и 2008 гг.
- Единственный обладатель медалей во всех 4 видах современной прыжковой программы на Олимпийских играх

### Чемпионаты мира по водным видам спорта (9 медалей)
- Пятикратный чемпион мира:
  - Рим-1994 — 10-метровая вышка,
  - Перт-1998 — 10-метровая вышка,
  - Перт-1998 — 3-метровый трамплин,
  - Фукуока-2001 — 3-метровый трамплин,
  - Барселона-2003 — 3-метровый трамплин (синхронные прыжки) (с Александром Доброскоком)
- Серебряный призёр чемпионата мира 1994 в прыжках с трамплина
- Трёхкратный бронзовый призёр чемпионатов мира (2001, 2003 и 2007)

### Прочие соревнования
- 11-кратный чемпион Европы в разных дисциплинах (1993—2008):
  - 1993 — 1 раз
  - 1995 — 1
  - 1997 — 1
  - 1999 — 1
  - 2000 — 2
  - 2002 — 2
  - 2006 — 1
  - 2008 — 2
- 4-кратный серебряный призёр чемпионатов Европы (1991, 1993, 2000 и 2006)
- 2-кратный бронзовый призёр чемпионата Европы (1995 и 2010)
- Многократный победитель и призёр чемпионатов России
- Победитель Кубка Мира и соревнований Гран-При
- Трёхкратный победитель Игр доброй воли (1994, 1998 и 2001).

## Государственные награды

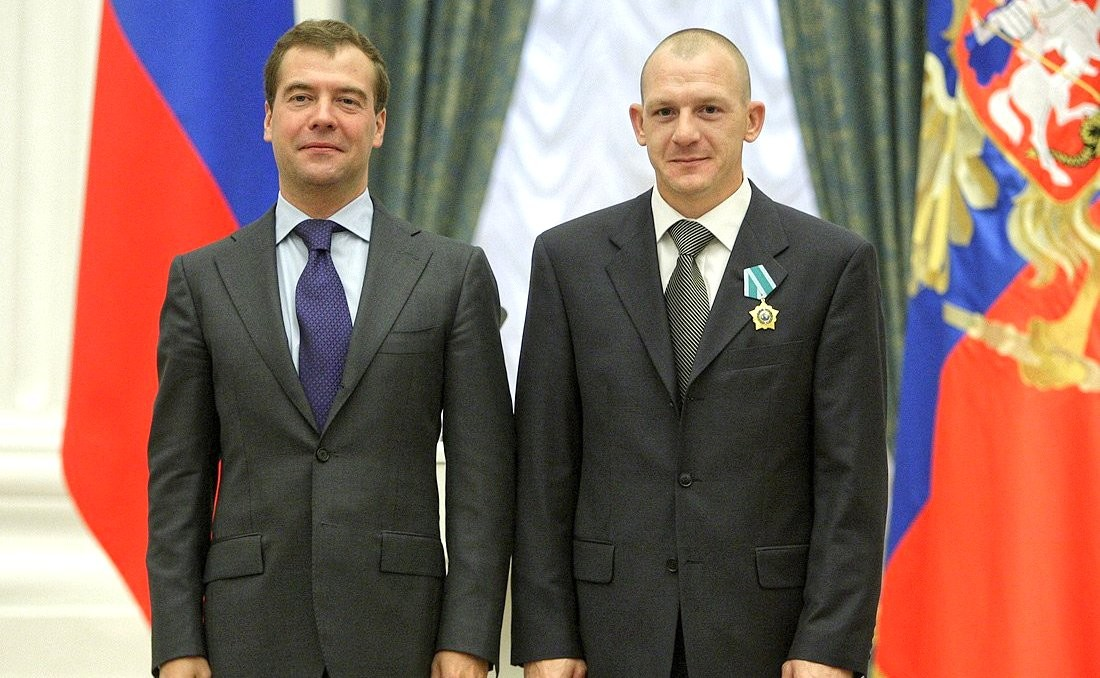
Награждение Орденом Дружбы.
Москва, Кремль, 8 сентября 2009 года

- Орден Почёта (2 ноября 1995) — за высокие спортивные достижения на первых Всемирных военных играх 1995 года[5]
- Благодарность Президента Российской Федерации (6 января 1997) — за высокие спортивные достижения на XXVI летних Олимпийских играх 1996 года[6]
- Орден «За заслуги перед Отечеством» IV степени (19 апреля 2001) — за большой вклад в развитие физической культуры и спорта, высокие спортивные достижения на Играх XXVII Олимпиады 2000 года в Сиднее[7]
- Почётный гражданин города Воронежа (2001)[8]
- Медаль ордена «За заслуги перед Отечеством» I степени (18 февраля 2006) — за большой вклад в развитие физической культуры и спорта и высокие спортивные достижения[9]
- Знак отличия «За заслуги перед Московской областью» (1 сентября 2008)[10]
- Орден Дружбы (2 августа 2009) — за большой вклад в развитие физической культуры и спорта, высокие спортивные достижения на Играх XXIX Олимпиады 2008 года в Пекине
- Почётный знак «Благодарность от земли Воронежской» (18 марта 2019) — за выдающиеся спортивные заслуги, способствующие повышению авторитета Российской Федерации и российского спорта на международном уровне,  большой личный вклад в развитие физической культуры и спорта в Воронежской области и в связи с 45-летием со дня рождения
- Знак отличия «За заслуги перед Воронежской областью» (18 марта 2024) — за многолетний плодотворный труд, большой личный вклад в развитие физкультуры и спорта на территории Воронежской области и в связи с 50-летием со дня рождения

## Общественная деятельность
В 2013 году принимал участие в программе «Послы Универсиады 2013» (XXVII Всеми́рная летняя универсиада 2013 года в г. Казани). Обладает статусом «Посол Чемпионата 2015» в рамках PR-программы, целью которой является привлечение внимания широкой общественности к чемпионату, распространение и развитие ценностей спорта, туризма и здорового образа жизни в России и мире.
В 2016 году создал Благотворительный фонд Дмитрия Саутина, который занимается популяризацией здорового образа жизни и участвует в возрождении массового спорта.
В 2017 году — официальный посол III зимних Всемирных военных игр.

## Интересные факты
В 1986 году на соревнованиях в Австрии Грег Луганис подарил свою тряпочку для вытирания тела после душа 12-летнему советскому мальчику Дмитрию Саутину, будущему обладателю 8 олимпийских медалей в прыжках в воду. Саутин хранил тряпочку долгое время.
В 1992 году на Олимпийских играх в Барселоне Саутин был вынужден одолжить запасные плавки у мексиканца Фернандо Платаса, так как забыл свои в гостинице. В плавках Платаса Дмитрий выиграл бронзу на 3-метровом трамплине, а сам мексиканец занял лишь 17-е место. После соревнований Саутин пытался вернуть плавки хозяину, но мексиканец сказал, что дарит их россиянину.